# DNA-streckkodning
DNA-streckkodning är en taxonomisk metod som använder en utvald genetisk markör i organismens DNA för att identifiera den som tillhör en särskild art. 
Det huvudsakliga målet för DNA-streckkodning är att identifiera ett okänt prov med hjälp av en redan existerande klassificering. Målet med andra genomiska analyser är ofta att undersöka släktskap mellan organismer genom att hitta mönster av likartade genetiska avsnitt i arvsmassan, och dennes förändringar (molekylär fylogeni).
Olika DNA-fragment har föreslagits för streckkodningsmetoden. För många organismer är en delmängd av mitokondrie-DNA (mtDNA) lämplig som streckkod – den innehåller oftast inga introner (förutom i svamp) och är bara i mycket liten utsträckning föremål för rekombination. Av de proteinkodande generna i mtDNA använder man som standard för streckkod en omkring 600 baspar (förkortat bp) lång region av genen för subenheten I av cytokrom c oxidas (COI eller COX1), eftersom denna gen har fler skillnader mellan arter än andra mitokondriella gener.
För att skapa en godkänd och giltig streckkod för en art ställs följande kriterier: flera säkert bestämda individer ska användas för sekvensering, alla individer ska fotograferas, insamlingslokal och datum ska anges, och streckkodssekvensen ska vara framtagen. När detta är uppfyllt görs informationen tillgänglig i databasen BOLD (Barcode of Life Database) som enbart ägnar sig åt
DNA som verktyg för artbestämning. Inom BOLD finns möjlighet att ha nationella referenssystem för varje land eller region vilket är mycket värdefullt, eftersom arter kan variera mycket eller lite beroende på hur populationer avgränsas och på arters utbredningsområden.
En översikt över DNA-streckkodning och hur det går till i praktiken ges av forskare vid Naturhistoriska Riksmuseet   och Sveriges Lantbruksuniversitet (SLU) . Metoden börjar testas i miljöövervakning, för att identifiera och övervaka organismer, alltifrån bakterier till älgar, enstaka individer till hela mångfalden, och deras aktivitet i naturen  . Metoden utvecklas med målet att få fram en kostnadseffektiv, snabb, exakt, och objektiv miljöövervakning. Dessutom är DNA-streckkodning ibland den enda möjligheten att övervaka vissa organismer eller aktiviteter, t.ex. klövdjursbetning. Provtagningen påverkar vanligtvis miljön mindre eller inte alls jämför med traditionell provtagning av t.ex. fisk och organismer kan även spåras när de inte finns på platsen.  